# Maschile singolare
Maschile singolare è un film italiano del 2021 diretto da Alessandro Guida e Matteo Pilati, prodotto da Rufus Film in collaborazione con MP Film.

## Trama
Roma. Antonio, giovane architetto disoccupato, si trova improvvisamente da solo, senza casa e senza lavoro dopo che il marito Lorenzo, più grande e con un buon lavoro, lo lascia perché innamorato di un altro uomo.
Trasferitosi in una stanza in affitto nell'abitazione di Denis, giovane gay molto più disincantato e smaliziato, anche grazie al suo aiuto inizia a ricostruire a poco a poco la propria vita, prima trovando lavoro presso il panificio di Luca e poi seguendo un corso professionale di pasticceria; infine, dopo vari episodi di sesso occasionale, inizia una storia con Thomas, un milanese che si trova provvisoriamente a Roma, provocando la gelosia di Luca.
Alla morte improvvisa di Denis in seguito a un incidente stradale, Antonio decide di seguirne l'ultimo consiglio e di prendere finalmente il controllo della propria vita. Superato l'esame da pasticciere, sceglie di non trasferirsi con Thomas a Milano per non tornare in una situazione di dipendenza dal compagno, così com'era stato con Lorenzo, e di affrontare il futuro con una nuova consapevolezza delle proprie esigenze e aspettative.

## Produzione

### Riprese
Le riprese principali del film sono avvenute a Roma nell'arco di tre settimane tra gennaio e febbraio 2020, prima dell'inizio del primo lockdown dovuto alla pandemia di COVID-19.

## Distribuzione
Il film è stato distribuito direttamente sulla piattaforma di streaming Amazon Prime Video dal 4 giugno 2021. È stato distribuito poi nelle sale cinematografiche internazionali con il titolo Mascarpone.

## Accoglienza

### Critica
Il film è stato accolto in generale positivamente dal pubblico, sia social che della stampa. In particolare, viene riconosciuta una nuova semplicità e naturalezza, inedita nel cinema italiano, di rappresentare l'amore omosessuale fuori dai cliché e dalle "macchiette" dell'immaginario comune.
Sull'aspetto della tematica LGBT+, altri riconoscono che la novità si legge nell'omosessualità dichiarata dei protagonisti, presentata con una semplicità tale che non caratterizza la trama del film sul filone tematico, ma anzi lo rende più neutro e quindi più accessibile ad un pubblico vasto.
Quasi unanimemente, i principali portali ed autori di contenuti per la comunità LGBT+ riconoscono la contemporaneità e la credibilità dei dialoghi e delle vicissitudini che "i 30enni dichiarati incontrano e vivono sulla propria pelle", tipiche del "ragazzo gay che vive in una grande città".
Il film ha ricevuto recensioni prevalentemente positive: spiccano regia, sceneggiatura, interpretazioni, costumi e ambientazioni del set.
Per Rolling Stone Italia "la "gay dramedy" è ben scritta e recitata", mentre per MYmovies.it  "i dialoghi restituiscono una dinamica comunicativa estranea alla comunità etero ma proprio per questo interessante", nonostante l'impianto registico risulti "piuttosto convenzionale ma mai sciatto o approssimativo". Fabio Vittorini su Duels  scrive che "la scrittura dichiaratamente parte da 'tipi' noti al grande pubblico italiano dentro ai quali scava per provvederli di un linguaggio peculiare e convincente, in bilico tra luogo comune (…) e sottigliezza, cercando in tutti i modi di contemperare commedia all'italiana e dramedy statunitense, romanzo di formazione e dramma sentimentale".
Tra i difetti sottolineati tuttavia, vi è il presunto "poco spessore" di sviluppo delle dinamiche più profonde.

## Riconoscimenti
- 2022 – Fire!! Mostra de Cinema LGTBI de Barcelona
  - Premio del pubblico: miglior lungometraggio
- 2022 – Diversity Media Awards
  - Miglior film italiano
- 2021 – Ortigia Film Festival
  - Premio del pubblico
- 2021 – Fabrique Awards
  - Miglior attore a Giancarlo Commare
  - Candidatura al miglior regista esordiente a Matteo Pilati e Alessandro Guida
  - Candidatura al miglior attore a Eduardo Valdarnini
- 2021 – OUTShine LGBTQ+ Film Festival
  - Best Feature: Jury Award Runner-Up Fort Lauderdale Edition
- 2021 – Palm Springs LGBTQ Film Festival
  - Festival Favorite Award
  - Director's Choice Award
- 2021 – Chicago LGBTQ+ International Film Festival
  - Best Narrative Feature Audience Award
- 2021 – Way OUT West Film Fest
  - Favorite Narrative Feature
- 2022 – Etna Comics
  - Uzeta Award alla miglior sceneggiatura a Giuseppe Paternò Raddusa, Matteo Pilati e Alessandro Guida
- 2022 - Sampietrino d'oro Marguttiano
  - Premio alla sceneggiatura a Giuseppe Paternò Raddusa, Matteo Pilati e Alessandro Guida

## Sequel
- Maschile plurale, regia di Alessandro Guida (2024)